# Шкураты (Гомельская область)
Шкураты́ (бел. Шкураты) — деревня в Угловском сельсовете Брагинского района Гомельской области Белоруссии.
Поблизости есть железорудные месторождения.

## География
В 5 км на северо-запад от Брагина, 25 км от железнодорожной станции Хойники (на ветке Василевичи — Хойники от линии Калинковичи — Гомель), 135 км от Гомеля.
Автодорога Брагин — Хойники.
Планировка состоит из чуть изогнутой улицы, близкой к широтной ориентации и застроенной деревянными домами усадебного типа. Улицы Зелёная, Кирова, Лесная.

## История
Считается, что название деревни произошло от фамилии Шкурат. Обнаруженные в XIX веке археологические памятники свидетельствуют про деятельность человека в этих местах с далёкой древности. По письменным источникам известна с XIX века как деревня в Речицком уезде Минской губернии. В 1850 году владение графини Ракицкой. В 1879 году упоминается как поселение в Брагинском церковном приходе. Согласно переписи 1897 года, в Шкуратах располагались школа грамоты, часовня, ветряная мельница, трактир. На этот момент Шкураты относились к Брагинской волости. По данным на 1909 год, неподалёку от деревни был фольварк Шкураты, состоявший из 1 хозяйства, в котором проживали 11 человек.
С 8 декабря 1926 года по 16 июля 1954 года центр Шкуратовского сельсовета Брагинского района Речицкого и с 9 июня 1927 года Гомельского (с 26 июля 1930 года) округов, с 20 февраля 1938 года Полесской, с 8 января 1954 года Гомельской областей.
В начале 1920-х годов открыта школа. До 1933 года организован колхоз «Парижская коммуна», работали кузница, стальмашня, шерстечесальня, ветряная мельница (с 1928 года).
Во время Великой Отечественной войны в августе 1941 года оккупирован немецкими фашистами, которые создали в деревне свой опорный пункт. Во время войны в деревне и ее окрестностях действовали партизаны особого партизанского отряда имени Котовского, которые уничтожили летом 1943 года местный полицейский участок гитлеровцев. Освобождена 23 ноября 1943 года. На фронтах и в партизанской борьбе погибли 84 местных жителя. В память о погибших в 1948 году в центре деревни установлен обелиск.
В 1959 году центр колхоза «Парижская Коммуна». Располагались механическая мастерская, начальная школа, клуб, библиотека, детский сад, фельдшерско-акушерский пункт, отделение связи, магазин.
В 2002 году действовали ветеринарный пункт, мастерская по ремонту сельскохозяйственной техники, клуб, библиотека, отделение связи, фельдшерско-акушерский пункт и магазин.
В деревне родился генерал-майор Ульян Гацко.

## Население
- 1816 год — 32 дворов, 120 жителей[2].
- 1850 год — 25 дворов, 177 жителей.
- 1859 год — 36 дворов, 171 житель.
- 1897 год — 59 дворов[2] (по другим сведениям, 54[3]), 356 жителей (согласно переписи).
- 1908[3] (по другим данным 1909[2]) год — 65 дворов, 311 жителей.
- 1926 год — 68 дворов, 391 жителей (согласно переписи).
- 1959 год — 321 житель (согласно переписи)
- 2002 год — 81 дворов, 211 жителей.
- 2004 год — 73 дворов, 200 жителей.
- 2021 год — 65 дворов, 167 жителей